# Orvinio
Orvinio là một đô thị ở tỉnh Rieti trong vùng Latium, có khoảng cách khoảng 45 km về phía đông bắc của Roma và cách khoảng 30 km về phía nam của Rieti. Tại thời điểm ngày 31 tháng 12 năm 2004, đô thị này có dân số 452 người và diện tích là 24,5 km².
Orvinio giáp các đô thị: Percile, Pozzaglia Sabina, Scandriglia, Vallinfreda, Vivaro Romano.